# Thumbs.db
Thumbs.db  — специальный файл, используемый операционной системой Microsoft Windows XP, Microsoft Windows Vista и прочими операционными системами компании Microsoft, в котором хранятся эскизы изображений папки для режима «Эскизы страниц» Проводника. Thumbs.db создаётся в каждой папке, которая содержит изображения, при первом отображении её содержимого.
В Thumbs.db помещаются данные об уменьшенных копиях (эскизах) изображений следующих форматов: PNG, JPEG, BMP, GIF, TIF, PDF и HTML. Каждый эскиз по структуре является изображением формата JPEG, вне зависимости от формата исходного изображения.
Несмотря на расширение файла .DB, файл является структурированным COM-хранилищем, в котором находятся потоки байтов: один, с именем Catalog, который содержит информацию о количестве эскизов и их пиксельных размерах, расположение и конфигурация путей к их локальному адресу, чаще — в жёстком или ином носителе операционной системы, а также, непосредственно assembler потоки[неизвестный термин] с именами, начинающимися с 1, содержащими палитру эскизов.

## Описание и свойства
Thumbs.db является скрытым файлом и обычно не отображается в Проводнике, и может содержать эскизы уже удалённых изображений. Он может быть случайно передан постороннему лицу, которое может узнать компрометирующую информацию.
Кеширование эскизов является отключаемой опцией в Windows XP, выключатель находится в компоненте Панели управления «Свойства папки» на закладке «Вид».
Отключение кеширования эскизов в скрытых файлах Thumbs.db в Windows 7 версий «Профессиональная», «Корпоративная», «Максимальная» доступно только администратору, так как производится через политику «Отключить кэширование эскизов в скрытых файлах thumbs.db» в редакторе групповых политик.
Windows XP Media Center Edition также создаёт файл ehthumbs.db, в котором хранятся эскизы видеофайлов.
Начиная с Windows Vista файл thumbs.db был заменён централизованной базой данных эскизов «thumbcache_xxxx.db» расположенной в папке %LOCALAPPDATA%\Microsoft\Windows\Explorer.